# Публій Манілій (консул 120 року до н. е.)
Пу́блій Мані́лій (лат. Publius Manilius; II століття до н. е.) — політичний, державний і військовий діяч Римської республіки, консул 120 року до н. е.

## Біографія
Походив з не дуже впливового патриціанського роду Маніліїв. Імовірно його батьком був Публій Манілій, якого згадують, як члена сенатської комісії по реорганізації Іллірії 167 року до н. е., а братом Маній, консул 149 року до н. е. Втім за іншою версією був сином Публія, який був старшим сином Публія Манілія, члена сенатської комісії 167 року до н. е.
120 року до н. е. його було обрано консулом разом з Гаєм Папірієм Карбоном. Про безпосередню діяльність Публія Манілія під час цього консулату відомостей не збереглося.
З того часу про подальшу долю Публія Манілія згадок немає.

## Родина
Ймовірно:
- Публій Манілій, претор 107 року до н.е.
- Луцій Манілій, сенатор у 97 році до н.е.